# Molly Kehoe
Pour les articles homonymes, voir Kehoe.
Molly Kehoe, née le 10 août 2004, est une footballeuse internationale caïmanaise qui joue au poste d'attaquante.

## Biographie
C'est à l'âge de cinq ans qu'elle découvre le football.
Molly Kehoe étudie brièvement à la Darlington School aux États-Unis, où elle joue au football avant que la pandémie de COVID-19 ne l'oblige à rentrer au pays.

### En club
Après son passage aux États-Unis, elle revient aux Îles Caïmans pour jouer à l'Elite SC. Elle remporte notamment le Soulier d'or après avoir marqué le plus grand nombre de buts lors de la Coupe du Président. Avant cela, elle était la meilleure buteuse du championnat lors de la saison 2021-2022.
Le 29 juillet 2023, l'attaquante signe pour le club gallois de Cardiff City. Elle y est considéré comme l'une des joueuses les plus importantes du club. La Caïmanaise inscrit son premier but pour Cardiff le 1er octobre 2023 contre The New Saints. L'attaquante caïmanaise, inscrit le deuxième but de la rencontre en donnant l'avantage à son équipe (2-0) juste avant la mi-temps, d'une frappe qui atterrit dans la lucarne droite. Son équipe s'impose trois buts à un.
Lors de ses huit premiers matches, la joueuse inscrit six buts, et est élue joueuse du mois d'octobre par le club,.

### En sélection
Le 19 février 2022, elle honore sa première sélection avec les Îles Caïmans lors des éliminatoires du Championnat féminin de la CONCACAF 2022 contre la République dominicaine. Titulaire lors de cette rencontre, sa sélection s'incline quatre buts à zéro.
Elle inscrit son premier but en sélection contre Anguilla. Ce but permet à son équipe de revenir à deux buts partout. Les deux équipes se neutraliseront finalement sur ce même score.